# Adriana Lima
Adriana Lima (sinh ngày 12 tháng 6 năm 1981) là người mẫu kiêm diễn viên Brazil, được biết nhiều nhất với vai trò là thiên thần của Victoria's Secret từ năm 2000 đến năm 2018. Cô là người đại diện của Maybelline từ 2003 - 2010, Super Bowl, Kia Motors và nhiều thương hiệu lớn khác. Năm 15 tuổi, Adriana đạt quán quân trong cuộc thi "Siêu mẫu Brazil" và đạt á quân trong cuộc thi "Siêu mẫu thế giới". Adriana đã ký hợp đồng với Elite Model Management năm cô 19 tuổi. Năm 2013 và 2014, Adriana đứng thứ 2 trong Danh sách những người mẫu có thu nhập cao nhất thế giới với 8 triệu USD. Năm 2015, cô tiếp tục nắm giữ vị trí thứ 2 với 9 triệu USD, chỉ sau Gisele Bündchen và xếp ngang hàng với Cara Delevingne.

## Tiểu sử
Adriana Lima sinh ngày 12 tháng 6 năm 1981 tại Salvador, Bahia, Brazil. Họ "Lima" có nguồn gốc từ Bồ Đào Nha. Lima là một tộc đa chủng của Afro-Brazilian, gốc Brazil, Bồ Đào Nha, Thụy Sĩ và Nhật Bản.
Cô nói được 4 thứ tiếng: tiếng Bồ Đào Nha, tiếng Anh, tiếng Ý và tiếng Tây Ban Nha. Adriana chưa bao giờ nghĩ mình sẽ là một người mẫu dù cô đã đạt được nhiều danh hiệu sắc đẹp kể từ thời còn đi học. Cô có một người bạn ở trường muốn trở thành người mẫu, vì không muốn đi một mình nên đã đưa Adriana đi cùng. Cả hai đều gửi ảnh đi và Adriana đã đứng đầu trong cuộc thi "Siêu mẫu Brazil" ấy vào năm cô 15 tuổi. Sau đó, cô tiếp bước vào cuộc thi "Siêu mẫu thế giới" và đứng vị trí á quân.
Đời tư
Lima cưới cầu thủ bóng rổ người Serbi Marko Jari'c năm 2009 nhưng sau 4 năm mặn nồng họ chia tay trong êm đẹp. Có nhiều đồn đoán về nguyên nhân tan vỡ của cặp đôi nhưng Lima luôn chọn cách im lặng.
Năm 2015, trả lời về tin đồn cô và Justin hẹn hò hay không trong chương trình Watch What Happen Live cô đã phủ nhận và hài hước nói chê Hoàng tử nhạc pop vì cậu quá lùn.
Sau đó cô hẹn hò với một vài người đàn ông khác nhưng đều chia tay, hiện tại cô vẫn độc thân.

## Sự nghiệp
Ba năm sau, Adriana chuyển đến thành phố New York và ký hợp đồng với công ty Elite Model Management. Công ty bắt đầu tập trung mở rộng sự nghiệp cho Adriana và cô đã xuất hiện trên nhiều tạp chí lớn của thế giới như Vogue, Marie Claire, Elle, Harper's Bazaar,... Cô xuất hiện đầu tiên trên trang bìa tạp chí Marie Claire vào tháng 5.1998. Năm 2000, Adriana xuất hiện trên tạp chí Vogue Gioiello Ý số ra kỷ niệm 20 năm.
Là một người mẫu runway, Adriana đã sải bước trên sàn diễn thời trang của các nhà thiết kế, thương hiệu lớn như Rosa Cha, Blue man, Fashion's Night Out, Caio Gobbi, Fause Haten, M. Officer, Luca Luca, Liverpool Fashion, Dosso Dossi, Carmen Steffens, Cía Maritima, Agua de Coco, Lino Villaventura, Forum, Vassarette, Zoomp, Joan Vass, Cori, Emilio Pucci, Fendi, Giles Deacon, Carmen Marc Valvo, Emanuel Ungaro, Baby Phat, Giorgio Armani, Balmain, Bottega Veneta, Sportmax, Vera Wang, Valentino, Miu Miu, Givenchy, Versace, Alexandre Herchcovitch, Jason Wu, Marc Jacobs, Christian Dior, Victoria's Secret, Sean John, Prada, Louis Vuitton, Desigual, Cynthia Rowley, Anna Sui, Guy Laroche, John Galliano, Alexander McQueen, Yigal Azrouël, Ralph Lauren, Christian Lacroix, Escada, Nanette Lepore, Richard Tyler, Triton, Betsey Johnson.
Lima nổi tiếng toàn cầu nhờ vào danh hiệu thiên thần nội y của hãng Victoria Secret. Cô là người nắm nhiều kỷ lục của nhãn hàng nhất như mở màn show diễn hàng năm nhiều nhất (5 lần vào các năm 2003, 2007, 2008, 2010 và 2012), thiên thần giữ đôi cánh lâu nhất (2000 - 2018), thiên thần mặc Fantasy Bra nhiều nhất (3 lần 2008, 2010, 2014 ngang bằng với cựu thiên thần Heidi Klum) nhưng đáng tiếc cô đã gác lại đôi cánh thiên thần sau gần 2 thập kỉ để tập trung cho sự nghiệp cá nhân, điều đó đã gây tiếc nuối cho hàng triệu tín đồ thời trang trên thế giới.